# Sibiřský regionalismus

Vlajka sibiřského regionalismu

Sibiřský regionalismus (někdy sibiřský separatismus, rusky Сибирское областничество) je myšlenka zvláštního postavení regionu Sibiře v rámci Ruska, jehož součástí je od 17. století. Snahy o změnu postavení tohoto rozsáhlého a málo zalidněného území byly od poloviny 19. století cílem několika politických hnutí a lišily se svou mírou, od vytvoření autonomního území až po separatistické tendence. Největšího rozmachu dosáhly v období vojenských aktivit admirála Alexandra Vasiljeviče Kolčaka a Viktora Nikolajeviče Pepeljajeva během ruské občanské války po bolševické revoluci. Také v současnosti existuje na Sibiři několik relativně malých občanských uskupení zabývajících se tématy sibiřského regionalismu.

## Sibiřský regionalismus na konci 19. století
Myšlenka sibiřského regionalismu, chápajícího Sibiř jako specifický region v rámci Ruského impéria pochází z padesátých let 19. století. Na konci 19. století se zformovalo hnutí sibiřského regionalismu, tzv. oblastniků, jehož hlavními představiteli byli Nikolaj Michajlovič Jadrincev a etnograf Grigorij Nikolajevič Potanin. Hnutí bylo inspirováno prácemi historika Afanasije Ščapova, který upozorňoval na necitlivý průběh ruské kolonizace Sibiře, a požadovalo autonomější postavení regionu a místních národů. Významnějším dílem na toto téma se stala Jadrincevova kniha Sibiř jako kolonie (1882), v níž byly popsané hlavní rysy vztahu tehdejší Sibiře a centra carské moci: region nemohl rozhodovat o využití vlastní půdy a přírodního bohatství, byl znevýhodňován při vývozu obilí, využíval se jako trestanecká kolonie a byl zde omezen rozvoj vědy a kultury, stejně jako uplatňování některých občanských práv. Potanin naproti tomu poukázal například na paralely mezi sibiřským a americkým obyvatelstvem, kdy podle něj mentalita místního obyvatelstva byla podobnější spíše americkým kolonizátorům než zbytku Ruska. Povahové rozdíly mezi obyvateli Sibiře a ostatních částí země potvrzovali i někteří další současníci, včetně anarchisty Petra Kropotkina nebo dramatika Antona Pavloviče Čechova.
V důsledku dlouhodobých regionalistických snah byla v roce 1917 ustavena Sibiřská republika. Dne 5. března 1917 se v Petrohradě uskutečnila schůzka Svazu sibiřských regionalistů a dne 11. března se v Novosibirsku (tehdejší Novonikolajevsk) sešli členové Svazu nezávislých socialistických federalistů. V květnu 1917 byla v Tomsku poprvé použita bílo-zelená vlajka autonomní Sibiře. Dne 4. července 1918 byla v Omsku dokonce podepsána „Deklarace státní suverenity Sibiře“, nicméně sibiřský svaz rozpustil již 3. listopadu 1918 admirál Kolčak, jedna z hlavních postav ruské občanské války.

## Neoregionalismus po roce 2000
Myšlenka sibiřského regionalismu začala získávat na popularitě, jako výsledek snahy občanských aktivistů, znovu někdy před rokem 2010, a to zejména mezi etnickými Rusy. V tomto období proběhla dokonce virtuální kampaň, propagující samostatnou sibiřskou národnost, jež měla pravděpodobně za následek, že při sčítání lidu v roce 2010 celkem 4 100 občanů označilo sebe sama za „Sibiřany“. Zároveň došlo k zásadnímu nárůstu sebeidentifikace některých zdejších občanů coby „Sibiřanů“; to platilo zejména pro oblasti obývané etnickými Rusy, zatímco obyvatelé autonomních republik se hlásili spíše k tradičním národnostem.
V říjnu 2011 se v největším sibiřském městě Novosibirsku konala první větší (nepovolená) demonstrace pod heslem „Přestaňme krmit Moskvu“; akce byla motivována zejména výrazným dlouhodobým hospodářským zaostáváním regionu za zbytkem země a nejasným využitím vysokých daní z těžebního průmyslu, odváděných ze Sibiře do ruského státního rozpočtu, z nichž region profituje jen neúměrně málo. Ve stejné době se tématu chopili někteří ruští blogeři a během povolebních protestů v letech 2011–2013 bylo dokonce zaregistrováno použití plakátů v barvách sibiřské vlajky.
V květnu 2012 byla vytvořena obchodní značka „Jsem Sibiřan“ se sídlem v Novokuzněcku, prostřednictvím které její vlastníci začali nabízet různé předměty (například trička, mikiny, pasy) s tímto sloganem. Ve stejném roce byl natočen dokument upozorňující na bohatství přírodních zdrojů Sibiře a jejich přínos pro ruský stát v kontrastu s nedostatkem místních investic, v němž vystupovaly i místní sibiřské autority. V roce 2013 se v Novosibirsku konala kontroverzní výstava s názvem „Spojené státy Sibiř“.

### Demonstrace v roce 2014

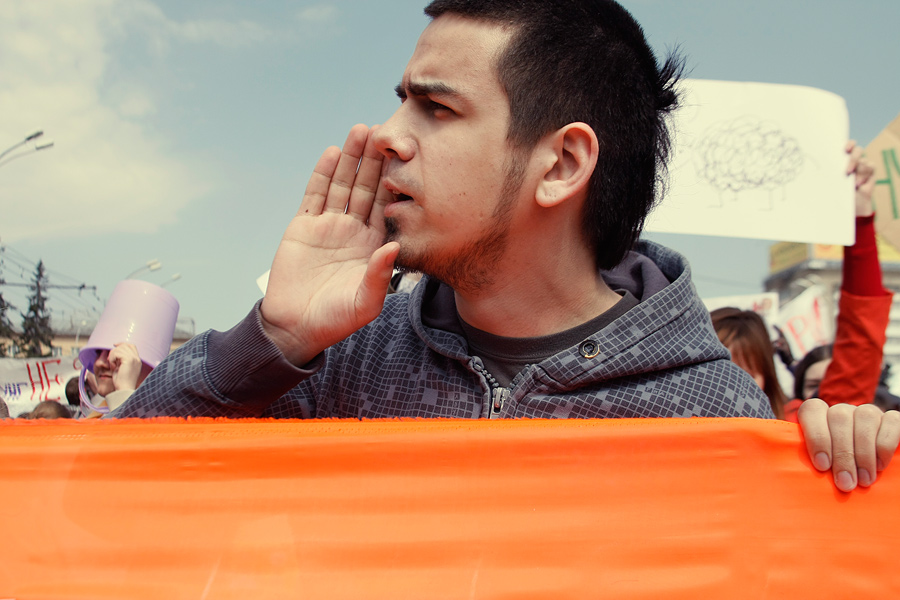
Arťom Loskutov na demonstraci v roce 2010

V roce 2014 zveřejnil performanční umělec a aktivista Arťom Loskutov záměr zorganizovat dne 17. srpna 2014 v Novosibirsku demonstraci s názvem „Pochod za federalizaci Sibiře“ a s ústředním heslem odkazujícím na dřívější protesty „Přestaňme krmit Moskvu“. Demonstrace byla odůvodněna stejnými důvody jako dřívější akce (nízká životní úroveň, nejasné využití sibiřských daní) a její součástí byl i (částečně provokativní) úmysl ustavit sibiřskou autonomii – konkrétně se jednalo o založení Sibiřské republiky na území Ruské federace, podle vzoru separatismu na východní Ukrajině.
Novosibirská radnice pochod zakázala a ruské úřady v reakci na Loskutovova vystoupení zablokovaly stránku akce na ruské sociální síti VKontaktě (společně s ostatními stránkami, které o akci informovaly) a prostřednictvím agentury Roskomnadzor požádaly s odvoláním se na zákon proti „vyvolávání masových nepokojů, extrémistických aktivit a účasti na ilegálních veřejných projevech“ a pod pohrůžkou zablokování 14 různých médií o stažení rozhovoru s Loskutovem. Všechna média (například agentura RIA Novosti nebo deník Kommersant) žádosti vyhověla, kromě ruské služby BBC, která ji původně odmítla.